# Paolo Pizzo
Paolo Pizzo (Catânia, 4 de abril de 1983) é um esgrimista italiano de espada, medalhista olímpico em 2016. Pizzo também conquistou duas medalhas de ouro em campeonatos mundiais, e três pratas em campeonatos europeus.
Aos 13 anos, Pizzo foi diagnosticado com câncer de cabeça e, como consequência, abandonou o esporte. Treze anos depois, conquistou sua primeira vitória. Em 2011, tornou-se campeão mundial em sua cidade natal, título que voltaria a conquistar em 2017.
Em Jogos Olímpicos, Pizzi tem duas participações. Nos jogos de Londres, em 2012, terminou o evento espada individual na quinta colocação. Em 2016, conquistou a medalha de prata por equipes nos Jogos Olímpicos do Rio de Janeiro.

## Carreira
Em 1996, aos 13 anos, Paolo Pizzo foi diagnosticado com câncer de cabeça, forçando-o a abandonar o esporte, depois veio a lenta reabilitação até sua primeira vitória em 2009, atribuindo sua recuperação aos seus pais e ao esporte.

### Jogos Olímpicos
Paolo Pizzo representou seu país nas edições de 2012 e 2016 dos Jogos Olímpicos. Em Londres, disputou o evento espada individual terminando na quinta colocação após ser eliminado nas quartas de final para o venezuelano Rubén Limardo.
Em 2016, voltou a competir o evento individual, sendo eliminado na segunda fase para o suíço Max Heinzer. No entanto, Pizzo integrou o time nacional da Itália, conquistando a medalha de prata no evento por equipes ao lado de Enrico Garozzo, Marco Fichera e Andrea Santarelli.

### Campeonatos Mundiais
Pizzo conquistou a primeira medalha em campeonatos mundiais na edição de 2011, quando derrotou o neerlandês Bas Verwijlen no evento espada individual, consagrando campeão mundial em sua cidade natal. Sobre o feito, ele comentou:
"É a corrida que sempre carregarei em meu coração e que marcou mais em minha carreira. Primeiro de tudo porque eu ganhei um campeonato mundial e pela incrível coincidência que foi organizado na minha cidade e eu consegui vencê-lo.— Pizzo numa entrevista para Tribuno.

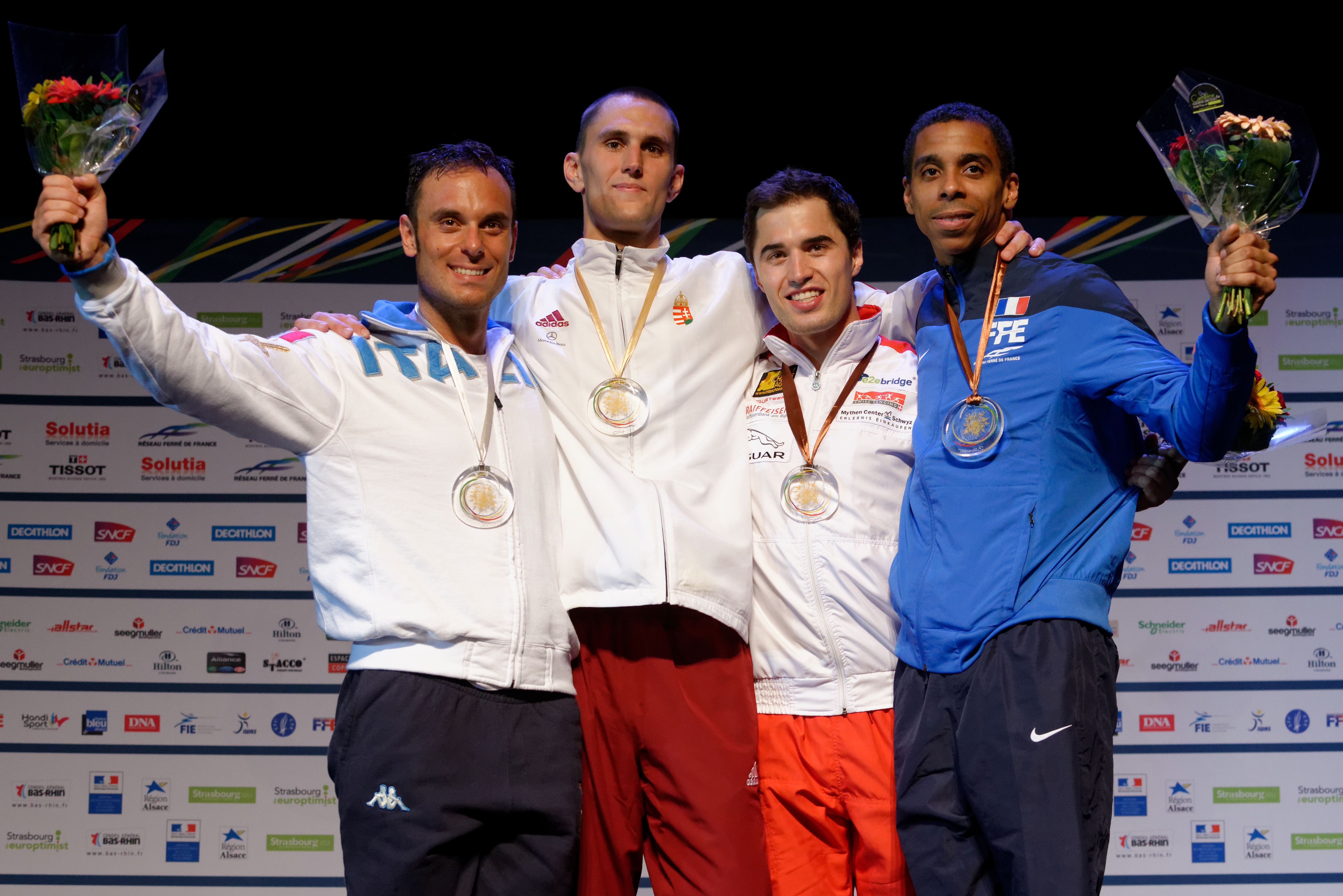
Pódio do Campeonato Europeu de 2014: Pizzo, a esquerda.

Seis anos depois, voltou a conquistar outra medalha de ouro ao vencer a decisão contra o estoniano Nikolai Novosjolov.

### Campeonatos Europeus
Conquistou sua primeira medalha em campeonatos europeus na edição de 2014, disputada em Estrasburgo. Na ocasião, perdeu a decisão do evento individual para o húngaro András Rédli. Dois anos depois, conquistou outra medalha de prata, desta vez com a equipe nacional. Em 2017, na edição de Tbilisi, ele voltou a conquistar a prata no evento individual.